# Le Crime du père Amaro (film, 2002)
Pour les articles homonymes, voir Le Crime du père Amaro.
Pour plus de détails, voir Fiche technique et Distribution.
Le Crime du père Amaro (El crimen del padre Amaro) est un film dramatique romantique espagno-mexicain réalisé par Carlos Carrera, sorti en 2002. Il s’agit de la première adaptation du roman homonyme (O Crime do Padre Amaro) de l'écrivain portugais Eça de Queirós (1875).

## Synopsis
Jeune idéaliste, le père Amaro (Gael García Bernal) entre au séminaire de Los Reyes, où il étudie sous la direction du père Bénito (Sancho Gracia). Il fait bientôt la connaissance de la belle Amélia (Ana Claudia Talancón), jeune fille pure et très croyante. Leur foi commune les rapproche… Et la tentation se fait de plus en plus grande. Mais bien qu'il découvre certaines facettes peu glorieuses de l'Église, le père Amaro ne souhaite pas renoncer à sa vocation. Il va alors découvrir qu'on ne joue pas avec le feu sans se brûler.

## Fiche technique
- Titre original : El crimen del padre Amaro
- Titre français : Le Crime du père Amaro
- Réalisation : Carlos Carrera
- Scénario : Vicente Leñero, d'après le roman O Crime do Padre Amaro de Eça de Queirós (1875)
- Musique : Rosino Serrano
- Direction artistique : Carmen Giménez Cacho
- Costumes : María Estela Fernández
- Photographie : Guillermo Granillo
- Montage : Óscar Figueroa
- Production : Daniel Birman Ripstein et Alfredo Ripstein

Coproduction : José María Morales
Production déléguée : Laura Imperiale
- Sociétés de production : Almeda Films, Artcam International, Blu Films, Wanda Films et FOPROCINE
- Sociétés de distribution : Samuel Goldwyn Films ; Columbia TriStar Films (France)
- Pays d'origine :  Mexique /  Espagne
- Langue originale : espagnol
- Genre : drame romantique
- Durée : 118 minutes
- Dates de sortie :
  - Mexique : 16 août 2002
  - Espagne : 8 novembre 2002
  - France : 30 avril 2003

## Distribution
Sauf indication contraire, les informations mentionnées dans cette section peuvent être confirmées par la base de données cinématographiques IMDb,  présente dans la section « Liens externes ».
- Gael García Bernal : le père Amaro
- Ana Claudia Talancón : Amelia
- Sancho Gracia : le père Benito
- Luisa Huertas : Dionisia
- Ernesto Gómez Cruz l’évêque
- Gastón Melo : Martín
- Damián Alcázar : le père Natalio Pérez
- Andrés Montiel : Rubén de la Rosa
- Angélica Aragón : Augustina Sanjuanera
- Pedro Armendáriz Jr. : le maire
- Gerardo Moscoso : le docteur
- Verónica Langer : Amparito
- Lorenzo de Rodas : Don Paco de la Rosa
- Roger Nevares : le père Galván
- Alfredo Gonzáles : le vieux
- Jorge Castillo : Don Matías
- Juan Ignacio Aranda : Chato Aguilar

## Production
Le tournage a lieu à Coatepec, à Xalapa et à Xico dans l’état de Veracruz, ainsi qu’au site archéologique de Tepetlaoztoc au Mexique.

## Différences entre roman et film
Contrairement au roman Le Crime du Padre Amaro (O Crime do Padre Amaro) de l'écrivain portugais Eça de Queirós (1875), le temps et les lieux dans le film sont transposés au Mexique dans les années 2000 ainsi que le blanchiment d'argent, le trafic de drogue et l’Église.
Quant au personnage d'Amelia, interprétée par Ana Claudia Talancón, tombe enceinte et le père Amaro, interprété par Gael García Bernal, la convainc de se faire avorter dans un hôpital clandestin alors que, dans le roman, Amelia accouche dans un village et l'enfant est livré par le père Amaro à une « tisseuse des anges » qui le rejette plus tard.

## Distinctions

### Récompenses
- Cérémonie des Ariel 2003 :
  - Meilleur réalisateur pour Carlos Carrera
  - Meilleur acteur dans un second rôle pour Damián Alcázar
  - Meilleure actrice dans un second rôle pour Angélica Aragón
  - Meilleur acteur dans un rôle mineur pour Gastón Melo
  - Meilleur scénario pour Vicente Leñero
  - Meilleur montage pour Óscar Figueroa
  - Meilleur son pour Santiago Núñez, Mario Martínez Cobos, Neto Gaytán et Nerio Barberis
  - Meilleurs costumes pour María Estela Fernández

### Nominations
- Cérémonie des Ariel 2003 :
  - Meilleur acteur dans un rôle mineur pour Ernesto Gómez Cruz
  - Meilleure actrice pour Ana Claudia Talancón
  - Meilleure direction artistique pour Ivonne Fuentes et armen Giménez Cacho
  - Meilleur maquillage pour Aurora Chavira
- Cérémonie des Golden Globes 2003 : Meilleur film en langue étrangère
- Cérémonie des Oscars 2003 : Meilleur film international